# Peninsula / Félsziget Festival
Peninsula / Félsziget Festival (romunsko Peninsula, madžarsko Félsziget) je romunski glasbeni festival na odprtem, ki se odvija v Cluj-Napoca (Transilvanija). Prvi Peninsula / Félsziget Festival je bil organiziran leta 2003.
| Leto | Skupin |
| ---- | --- |
| 2010 | - Tricky - KoЯn - The Rasmus - Europe - Fedde le Grand - Ska-P - Above & Beyond - Sub Focus - Noisia - Babylon Circus - Hernan Cattaneo - Parov Stelar - Gorillaz - Therapy? - Félix Lajkó                                 |
| 2009 | - The Prodigy - Nine Inch Nails - Tiësto - Freestylers - Tankcsapda - Neo - Primal Scream - Kispál és a Borz |
| 2008 | - Avantasia - Morcheeba - Beatsteaks - Epica - LTJ Bukem & MC Conrad - Tankcsapda - Subscribe - Kispál és a Borz - Republic - 30Y - Kalapács - The Mushroom Story - Ektomorf - Vama - Fading Circles - Vita de Vie - Altar |
| 2007 | - Theatre of Tragedy - Kosheen - Gojira - The Exploited - Tankcsapda - Kispál és a Borz - Vita de Vie - Altar - Ossian - Depresszió - Ákos - Quimby - Gogol Bordello                                                       |
| 2006 | - The Rasmus - Moby Dick - Bikini - Tankcsapda - Phoenix - Altar |
| 2005 | - Apocalyptica - Freestylers - Tankcsapda - Ossian |
| 2004 | - Chumbawamba - Republic - Moby Dick - Tankcsapda |
| 2003 | |